# Subdelegación del Gobierno en Segovia
La Subdelegación del Gobierno en Segovia es el organismo de la Administración Pública de España, dependiente de la Secretaría de Estado de Política Territorial, perteneciente al Ministerio de Política Territorial y Función Pública, encargado de ejercer la representación del Gobierno de España en la provincia de Segovia. Tiene su sede en la capital segoviana.

## Funciones
La Subdelegación del Gobierno en Segovia ejerce las funciones de representación del gobierno de España en la provincia, coordinando la actuación de la Administración General del Estado y supervisando el cumplimiento de las leyes. Entre sus competencias se incluyen la seguridad ciudadana, la protección civil, la gestión de extranjería y la coordinación de elecciones.

## Historia
La Subdelegación del Gobierno en Segovia fue creada en 1997 por la Ley de Organización de la Administración General del Estado y regulada en un Real Decreto del mismo año, sucediendo al Gobierno Civil de Segovia, organismo creado en 1833 siguiendo la larga tradición de origen medieval de corregidores del rey que, dependiendo del periodo, lograban mayor o menor control e influencia sobre el Concejo de Segovia.

## Subdelegado del Gobierno en Segovia
El organismo está dirigido por el subdelegado del Gobierno –dependiente orgánicamente del delegado del Gobierno en la comunidad–, cuyas funciones, según el artículo 154 de la Constitución española, son las de dirigir los servicios integrados de la Administración General del Estado, así como impulsar, supervisar e inspeccionar los servicios no integrados, además de desempeñar funciones de comunicación, colaboración y cooperación con las corporaciones locales, y órganos provinciales.
En la actualidad ocupa el cargo, desde el 11 de octubre de 2024, María Ángeles Rueda Cayón.
| Titular                   |                       |                      |         |               |
| Titular                   | Nombramiento          | Cese                 | Partido | Ref.          |
| ------------------------- | --------------------- | -------------------- | ------- | ------------- |
| Esther Vallejo de Miguel  | 2 de junio de 1997    | 27 de enero de 2000  | PP      | [ 10 ] [ 11 ] |
| Manuel Junco Petrement    | 30 de junio de 2000   | 6 de mayo de 2004    | PP      | [ 12 ] [ 13 ] |
| Juan Luis Gordo Pérez     | 23 de junio de 2004   | 23 de enero de 2008  | PSOE    | [ 14 ] [ 15 ] |
| Teresa Rodrigo Rojo       | 4 de febrero de 2008  | 1 de febrero de 2012 | PSOE    | [ 16 ] [ 17 ] |
| Pilar Sanz García         | 16 de abril de 2012   | 2 de julio de 2018   | PP      | [ 18 ] [ 19 ] |
| Lirio Martín García       | 3 de octubre de 2018  | 13 de junio de 2023  | PSOE    | [ 20 ] [ 21 ] |
| María Ángeles Rueda Cayón | 11 de octubre de 2024 | -                    | PSOE    | [ 22 ]        |

## Sede
La Subdelegación del Gobierno tiene su sede en el número 1 de la plaza de Adolfo Suárez de la ciudad de Segovia.